# وكياه (كاليفورنيا)
وكياه (بالإنجليزية: Ukiah)‏ هي إحدى مدن مقاطعة ميندوسينو، كاليفورنيا. تم إعطاءها لقب مدينة في 8 مارس، 1876.

## التركيبة السكانية
حدّد مكتب تعداد الولايات المتحدة بيانات التركيبة السكانية لوكياه في تعداد الولايات المتحدة. في ما يلي، التركيبة السكانية حسب تعدادي 2000 و2010.

### تعداد عام 2000
بلغ عدد سكان وكياه 15,497 نسمة بحسب تعداد عام 2000، وبلغ عدد الأسر 5,985 أسرة وعدد العائلات 3,654 عائلة مقيمة في المدينة. في حين سجلت الكثافة السكانية 1,238.8 نسمة لكل كيلومتر مربع (3,208.5/ميل2). وبلغ عدد الوحدات السكنية 6,137 وحدة بمتوسط كثافة قدره 490.6 لكل كيلومتر مربع (1,270.6/ميل2).
وتوزع التركيب العرقي للمدينة بنسبة 79.53% من البيض و0.96% من الأمريكيين الأفارقة و3.79% من الأمريكيين الأصليين و1.68% من الأمريكيين ذوي الأصول الآسيوية و0.10% من سكان جزر المحيط الهادئ و9.67% من الأعراق الأخرى و4.27% من عرقين مختلطين أو أكثر و19.31% من الهسبانيون أو اللاتينيون من أي عرق.
بلغ عدد الأسر 5,985 أسرة كانت نسبة 36.4% منها لديها أطفال تحت سن الثامنة عشر تعيش معهم، وبلغت نسبة الأزواج القاطنين مع بعضهم البعض 40.2% من أصل المجموع الكلي للأسر، ونسبة 15.8% من الأسر كان لديها معيلات من الإناث دون وجود شريك،  بينما كانت نسبة 5.1% من الأسر لديها معيلون من الذكور دون وجود شريكة وكانت نسبة 38.9% من غير العائلات. تألفت نسبة 32.2% من أصل جميع الأسر من عدة أفراد يعيشون في نفس المنزل ونسبة 14.5% كانت تتألف من شخص يعيش بمفرده يبلغ من العمر 65 عاماً أو أكثر. وبلغ متوسط حجم الأسرة المعيشية 2.47، أما متوسط حجم العائلات فبلغ 3.12.
بلغ العمر الوسطي للسكان 35.0 عاماً. وكانت نسبة 26.3% من القاطنين تحت سن الثامنة عشر، وكانت نسبة 8.9% بين الثامنة عشر والرابعة والعشرين عاماً، ونسبة 25.9% كانت واقعةً في الفئة العمرية ما بين الخامسة والعشرين والرابعة والأربعين عاماً، ونسبة 20.8% كانت ما بين الخامسة والأربعين والرابعة والستين، ونسبة 13.2% كانت ضمن فئة الخامسة والستين عاماً فما فوق. يوجد لكل 100 أنثى 89.1 ذكر، ويوجد لكل 100 أنثى في الثامنة عشر من عمرها فما فوق 84.4 ذكر.
بلغ متوسط دخل الأسرة في المدينة 32,707 دولارًا، أما متوسط دخل العائلة فبلغ 39,524 دولارًا. وكان متوسط دخل الذكور 31,608 دولارًا مقابل 24,673 دولارًا للإناث. وسجل دخل الفرد الخاص بالمدينة 17,601 دولارًا. وكانت نسبة 13.2% من العائلات ونسبة 18.1% من السكان تحت خط الفقر، وكان من هؤلاء نسبة 27% تحت سن الثامنة عشر ونسبة 7.8% في الخامسة والستين من العمر وما فوق.

### تعداد عام 2010
بلغ عدد سكان وكياه 16,075 نسمة بحسب تعداد عام 2010، وبلغ عدد الأسر 6,158 أسرة وعدد العائلات 3,611 عائلة مقيمة في المدينة. في حين سجلت الكثافة السكانية 1,285 نسمة لكل كيلومتر مربع (3,328.1/ميل2). وبلغ عدد الوحدات السكنية 6,488 وحدة بمتوسط كثافة قدره 518.6 لكل كيلومتر مربع (1,343.2/ميل2).
وتوزع التركيب العرقي للمدينة بنسبة 72.11% من البيض و1.08% من الأمريكيين الأفارقة و3.74% من الأمريكيين الأصليين و2.56% من الأمريكيين ذوي الأصول الآسيوية و0.21% من سكان جزر المحيط الهادئ و14.84% من الأعراق الأخرى و5.46% من عرقين مختلطين أو أكثر و27.73% من الهسبانيون أو اللاتينيون من أي عرق.
بلغ عدد الأسر 6,158 أسرة كانت نسبة 33.3% منها لديها أطفال تحت سن الثامنة عشر تعيش معهم، وبلغت نسبة الأزواج القاطنين مع بعضهم البعض 37.6% من أصل المجموع الكلي للأسر، ونسبة 15.2% من الأسر كان لديها معيلات من الإناث دون وجود شريك،  بينما كانت نسبة 5.8% من الأسر لديها معيلون من الذكور دون وجود شريكة وكانت نسبة 41.4% من غير العائلات. تألفت نسبة 33.5% من أصل جميع الأسر من عدة أفراد يعيشون في نفس المنزل ونسبة 14.9% كانت تتألف من شخص يعيش بمفرده يبلغ من العمر 65 عاماً أو أكثر. وبلغ متوسط حجم الأسرة المعيشية 2.48، أما متوسط حجم العائلات فبلغ 3.18.
بلغ العمر الوسطي للسكان 35.9 عاماً. وكانت نسبة 24.8% من القاطنين تحت سن الثامنة عشر، وكانت نسبة 9.7% بين الثامنة عشر والرابعة والعشرين عاماً، ونسبة 26% كانت واقعةً في الفئة العمرية ما بين الخامسة والعشرين والرابعة والأربعين عاماً، ونسبة 25% كانت ما بين الخامسة والأربعين والرابعة والستين، ونسبة 14.5% كانت ضمن فئة الخامسة والستين عاماً فما فوق. وتوزع التركيب الجنسي للسكان بنسبة 48.1% ذكور و51.9% إناث.

## المناخ
يظهر الجدول التالي التغييرات المناخية على مدار السنة لوكياه:
| البيانات المناخية لـوكياه           | البيانات المناخية لـوكياه | البيانات المناخية لـوكياه | البيانات المناخية لـوكياه | البيانات المناخية لـوكياه | البيانات المناخية لـوكياه | البيانات المناخية لـوكياه | البيانات المناخية لـوكياه | البيانات المناخية لـوكياه | البيانات المناخية لـوكياه | البيانات المناخية لـوكياه | البيانات المناخية لـوكياه | البيانات المناخية لـوكياه | البيانات المناخية لـوكياه |
| الشهر                               | يناير                     | فبراير                    | مارس                      | أبريل                     | مايو                      | يونيو                     | يوليو                     | أغسطس                     | سبتمبر                    | أكتوبر                    | نوفمبر                    | ديسمبر                    | المعدل السنوي             |
| ----------------------------------- | ------------------------- | ------------------------- | ------------------------- | ------------------------- | ------------------------- | ------------------------- | ------------------------- | ------------------------- | ------------------------- | ------------------------- | ------------------------- | ------------------------- | ------------------------- |
| الدرجة القصوى °ف (°م)               | 82 (28)                   | 86 (30)                   | 93 (34)                   | 98 (37)                   | 105 (41)                  | 114 (46)                  | 114 (46)                  | 114 (46)                  | 115 (46)                  | 105 (41)                  | 92 (33)                   | 86 (30)                   | 115 (46)                  |
| متوسط درجة الحرارة الكبرى °ف (°م)   | 56.2 (13.4)               | 59.8 (15.4)               | 64.6 (18.1)               | 68.9 (20.5)               | 75.7 (24.3)               | 82.7 (28.2)               | 90.5 (32.5)               | 89.9 (32.2)               | 85.9 (29.9)               | 76.0 (24.4)               | 61.8 (16.6)               | 54.9 (12.7)               | 72.2 (22.3)               |
| المتوسط اليومي °ف (°م)              | 46.8 (8.2)                | 49.5 (9.7)                | 52.6 (11.4)               | 55.9 (13.3)               | 61.6 (16.4)               | 67.6 (19.8)               | 73.4 (23.0)               | 72.4 (22.4)               | 68.7 (20.4)               | 61.1 (16.2)               | 51.3 (10.7)               | 45.9 (7.7)                | 58.9 (14.9)               |
| متوسط درجة الحرارة الصغرى °ف (°م)   | 37.4 (3.0)                | 39.2 (4.0)                | 40.6 (4.8)                | 42.8 (6.0)                | 47.5 (8.6)                | 52.6 (11.4)               | 56.2 (13.4)               | 54.9 (12.7)               | 51.6 (10.9)               | 46.3 (7.9)                | 40.7 (4.8)                | 37.0 (2.8)                | 45.6 (7.6)                |
| أدنى درجة حرارة °ف (°م)             | 12 (−11)                  | 18 (−8)                   | 22 (−6)                   | 23 (−5)                   | 28 (−2)                   | 35 (2)                    | 39 (4)                    | 38 (3)                    | 30 (−1)                   | 24 (−4)                   | 19 (−7)                   | 13 (−11)                  | 12 (−11)                  |
| الهطول إنش (مم)                     | 7.41 (188)                | 6.99 (178)                | 5.42 (138)                | 2.62 (67)                 | 1.49 (38)                 | 0.37 (9.4)                | 0.02 (0.51)               | 0.09 (2.3)                | 0.43 (11)                 | 2.11 (54)                 | 5.07 (129)                | 7.91 (201)                | 39.93 (1٬014)             |
| متوسط تساقط الثلوج إنش (سم)         | 0.2 (0.51)                | 0.1 (0.25)                | 0.1 (0.25)                | 0 (0)                     | 0 (0)                     | 0 (0)                     | 0 (0)                     | 0 (0)                     | 0 (0)                     | 0 (0)                     | 0 (0)                     | 0 (0)                     | 0.4 (1.0)                 |
| متوسط أيام هطول الأمطار (≥ 0.01 in) | 12.7                      | 11.9                      | 11.1                      | 7.5                       | 4.7                       | 1.5                       | 0.1                       | 0.3                       | 1.6                       | 4.4                       | 10.3                      | 13.3                      | 79.4                      |
| المصدر #1: NOAA                     |                           |                           |                           |                           |                           |                           |                           |                           |                           |                           |                           |                           |                           |
| المصدر #2: WRCC (records only)      |                           |                           |                           |                           |                           |                           |                           |                           |                           |                           |                           |                           |                           |

## أعلام
- داريل مكلور
- آدم كارسون
- روبرت هنري إنجلش
- ديف سترونج
- روبرت إتش سميث
- لايلي تاتل
- دونا ميشيل
- جون كولين
- شون ليندسي
- إدوارد بيرك